# Piper delicatum
Piper delicatum är en pepparväxtart som beskrevs av C. Dc.. Piper delicatum ingår i släktet Piper och familjen pepparväxter. Inga underarter finns listade i Catalogue of Life.